# Tom Scott
Tom Scott é um sonoplasta estadunidense. Venceu o Oscar de melhor mixagem de som na edição de 1984 por The Right Stuff e na edição de 1985 por Amadeus, ao lado de Mark Berger, Todd Boekelheide e Chris Newman.